# Brigada 6 Roșiori (1916-1918)
Brigada 6 Roșiori a fost o mare unitate de cavalerie, de nivel tactic, care s-a constituit la 14/27 august 1916, prin mobilizarea unităților și subunităților existente la pace. Din compunerea brigăzii făceau parte Regimentul 7 Roșiori și Regimentul 8 Roșiori. Brigada a făcut parte din organica  Diviziei 2 Cavalerie, fiind dislocată la pace în garnizoana Iași. :p. 115
La intrarea în război, Brigada 6 Roșiori a fost comandată de colonelul Petre Greceanu. Brigada a participat la acțiunile militare pe frontul român, pe toată perioada războiului, între 14/27 august 1916 - 28 ocotmbrie/11 noiembrie 1918.:passim

## Participarea la operații

### Campania anului 1916
În campania din anul 1916 Brigada 6 Roșiori a participat la acțiunile militare în dispozitivul de luptă al  Diviziei 2 Cavalerie, participând la ofensiva din Transilvania și ofensiva din Transilvania. :passim:passim

### Campania anului 1917
În campania din anul 1917 Brigada 6 Roșiori a participat la acțiunile militare în dispozitivul de luptă al  Diviziei 2 Cavalerie, participând la Bătălia de la Mărășești. În această campanie, brigada a fost comandată de colonelul '. :passim:passim

## Comandanți
- Colonel  Petre Greceanu
- Colonel